# Юницкий, Константин Иванович
Константин Иванович Юницкий (1860-е — 1918 год) — русский учёный, лесничий, в честь которого назван ботанический заказник государственного значения, расположенный в Беловодском районе Луганской области Украины.
Кроме научной, занимался и общественной деятельностью, был гласным земского собора (депутат районного совета).

## Биография
Родился в 1860-х. В 1889 году Константин Юницкий закончил Санкт-Петербургский Императорский Лесной институт и поступил на государственную службу в Лесном департаменте.
В те времена чин Корпуса лесничих приравнивался к офицерскому.
Первое время после института Юницкий работал в Черниговской губернии, где у него по некоторым данным проживали родственники.

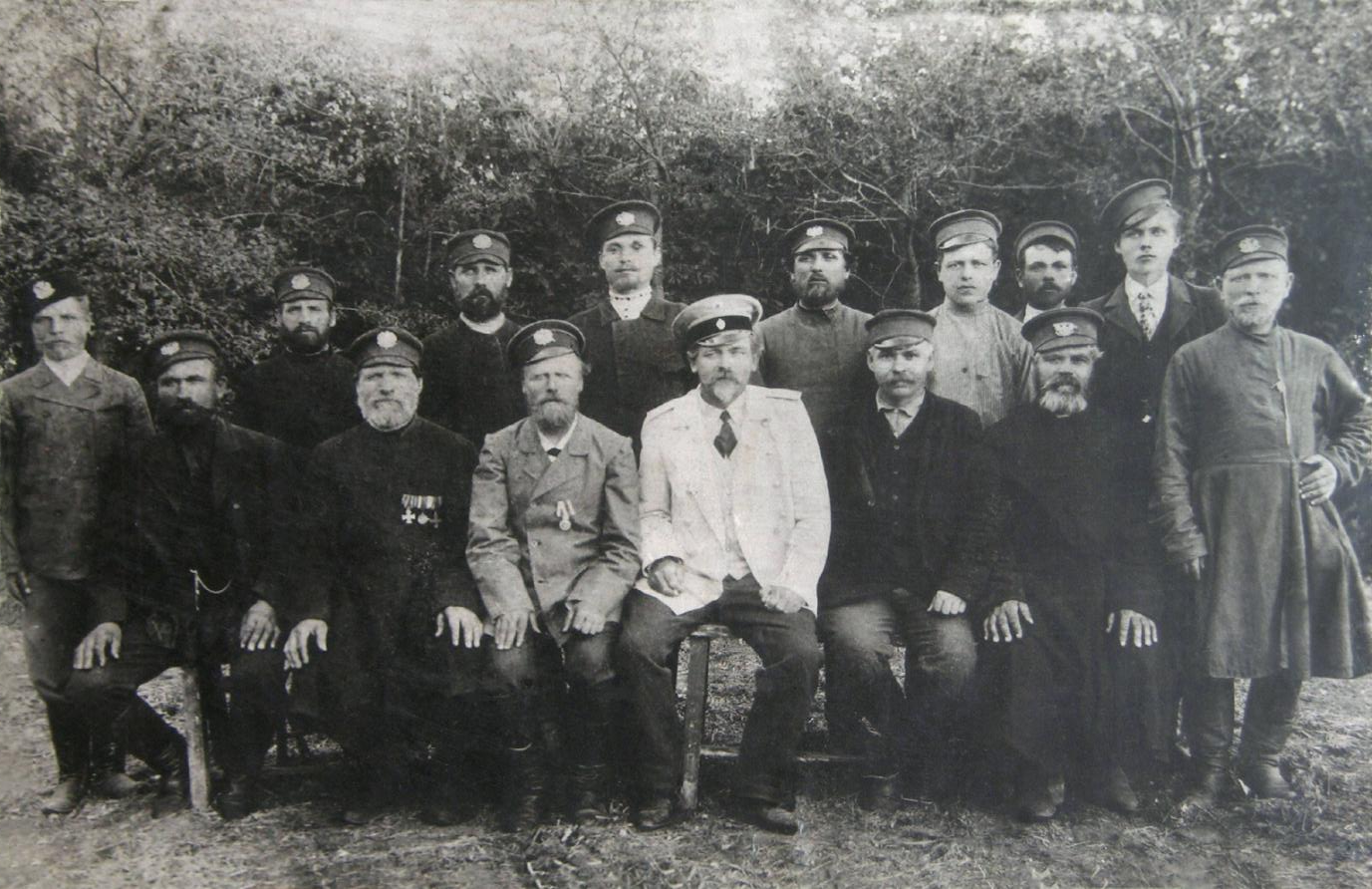
Константин Юницкий с работниками лесничества

В 1892 году входит в «Особую экспедицию по испытанию и учёту различных способов и приёмов лесного и водного хозяйства в степях России» российского географа и почвоведа профессор Василия Васильевича Докучаева и отправляется в Старобельский уезд.
В 1894 году становится заведующим Старобельским исследовательским участком.
В 1899 году правительство прекращает финансировать экспедицию, однако на месте Старобельского участка образуется Деркульское лесничество, которое возглавил Юницкий.
С этого времени он за собственный счёт продолжает эксперименты основу которым положил Докучаев.
В 1906 году Константин Иванович получает чин коллежского советника.
В 1912 году Константин Юницкий возбудил ходатайство перед академиком И. П. Бородиным о выделении части Деркульской степи в заповедный участок в целях охраны памятников природы.
В 1916 году Старобельский участок посетил один из организаторов сельскохозяйственного опытного дела на Украине профессор П. Ф. Бараков, который отметил: «Минувшей весною я имел возможность посетить б. Старобельский участок экспедиции. К счастью он находится в заведовании того же лица, которое и создавало его, а именно лесничего К. И. Юницкого».
Далее он сообщает о том, что с разрешения властей Юницкий построил новый каменный дом, взамен глиняного старого, а также о состоянии вверенного леса: «За 20-23 года посадки сильно разрослись и находятся в относительном порядке, благодаря уходу. Новых посадок нет. Преобладают посадки 30-саженной ширины при 43-45 рядах».
По словам Баракова посадки состояли в основном из дуба, ясеня и клёна; кустарниковый подлесок занимали: жёлтая акация, жимолость и черноклён, присутствовал также вяз.
В 1913 году Юницкому выносят благодарность за разработку проекта укрепления сыпучих песков.
Погиб в 1918 году от рук бандитов-грабителей.
Старожилы говорят: «Пана вбили за кожух і валянки».
Однако за время своей деятельности Юницкий покрыл лесом территорию в 5 000 гектаров.
Большая часть этих насаждений сохранилась до конца XX века.
Похоронен возле своего дома в лесничестве.

## Жена
Жена — Юницкая (урожд. Шумкова) Любовь Васильевна родилась в 1867 году в семье помещиков-садовладельцев[уточнить].

## Награды и премии
В 1902 году Константин Юницкий был удостоен Одена святой Анны третьей степени.